# ويس بلات
ويس بلات (بالإنجليزية: Wes Platt)‏ هو صحفي أمريكي، ولد في 22 سبتمبر 1966 في ليك ويلز في الولايات المتحدة.